# Лампас

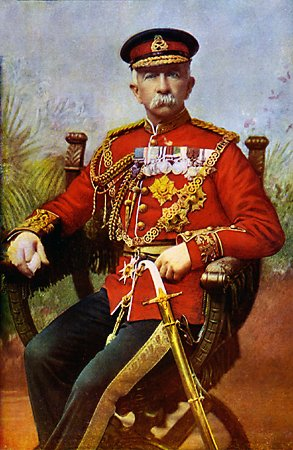
Британський фельдмаршал Евелін Вул Вуд

Лампа́с (фр. lampas) — кольорова смужка з сукна, що нашивається на зовнішньому шві формених штанів. На сьогоднішній день є характерною для вищих офіцерів у військових формуваннях та правоохоронних органах. 
Лампасник — зневажлива назва людей, що носять форму з лампасами (міліціонери, військові тощо).

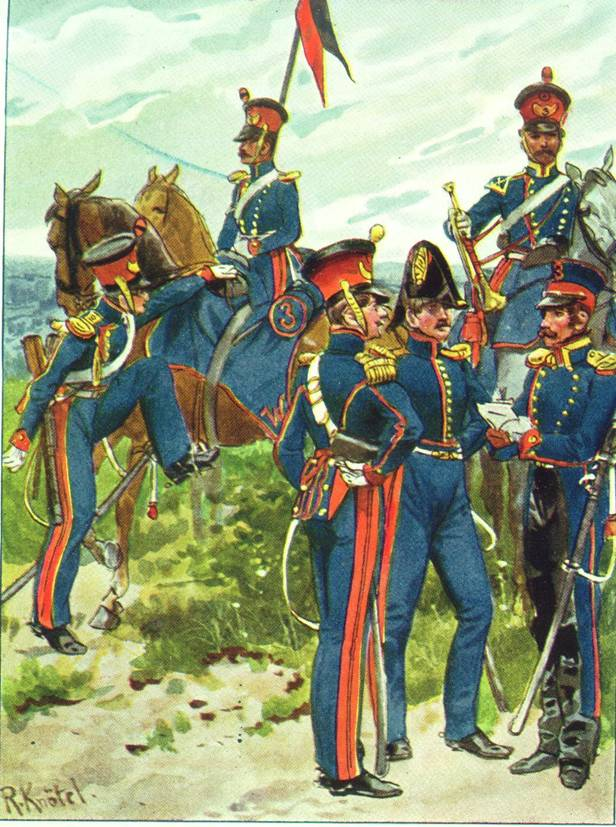
Rote Doppellampassen des württembergischen 3. Reiter-Regiments 1825
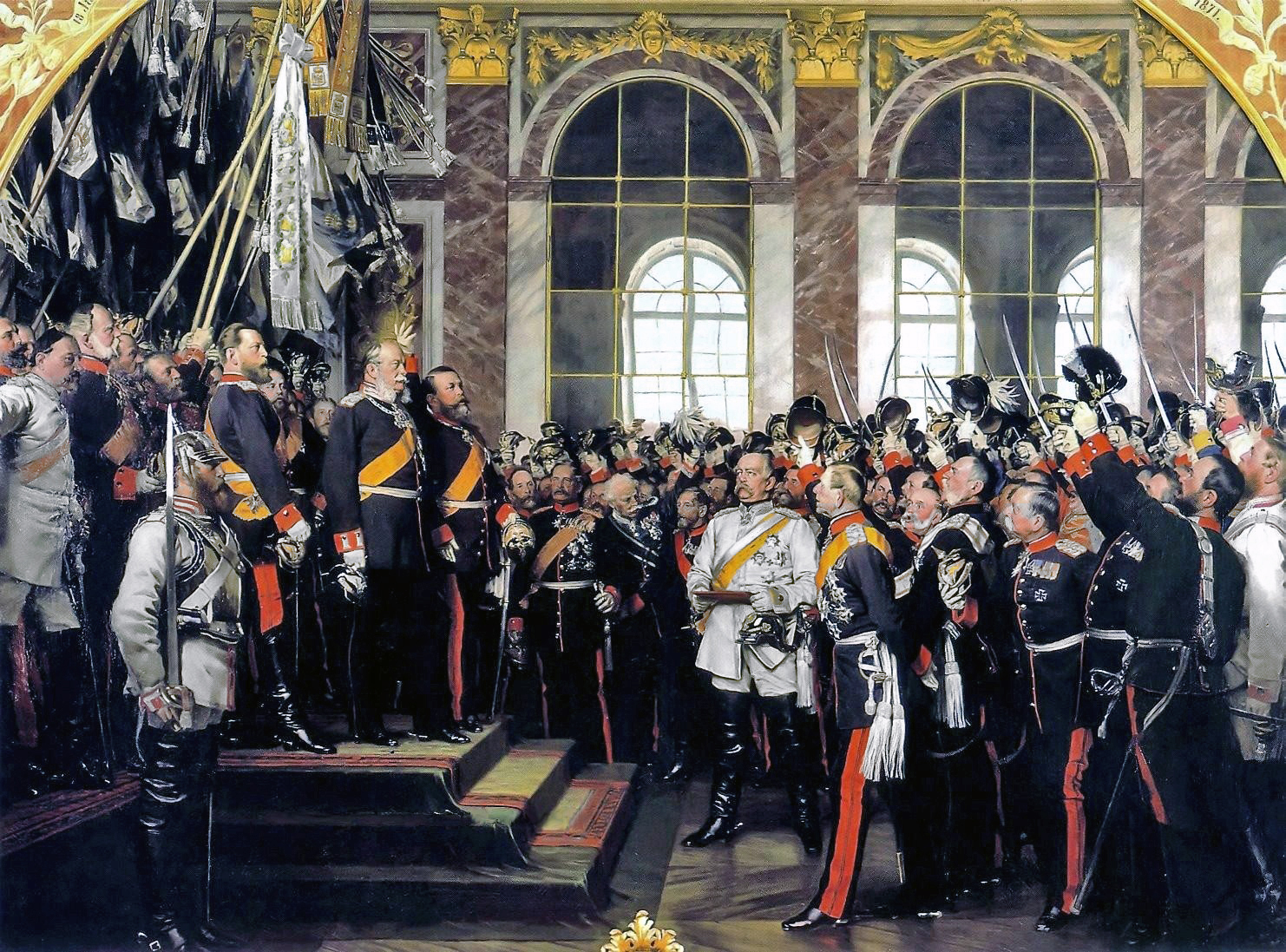
Rote Doppellampassen der preußischen Generalität
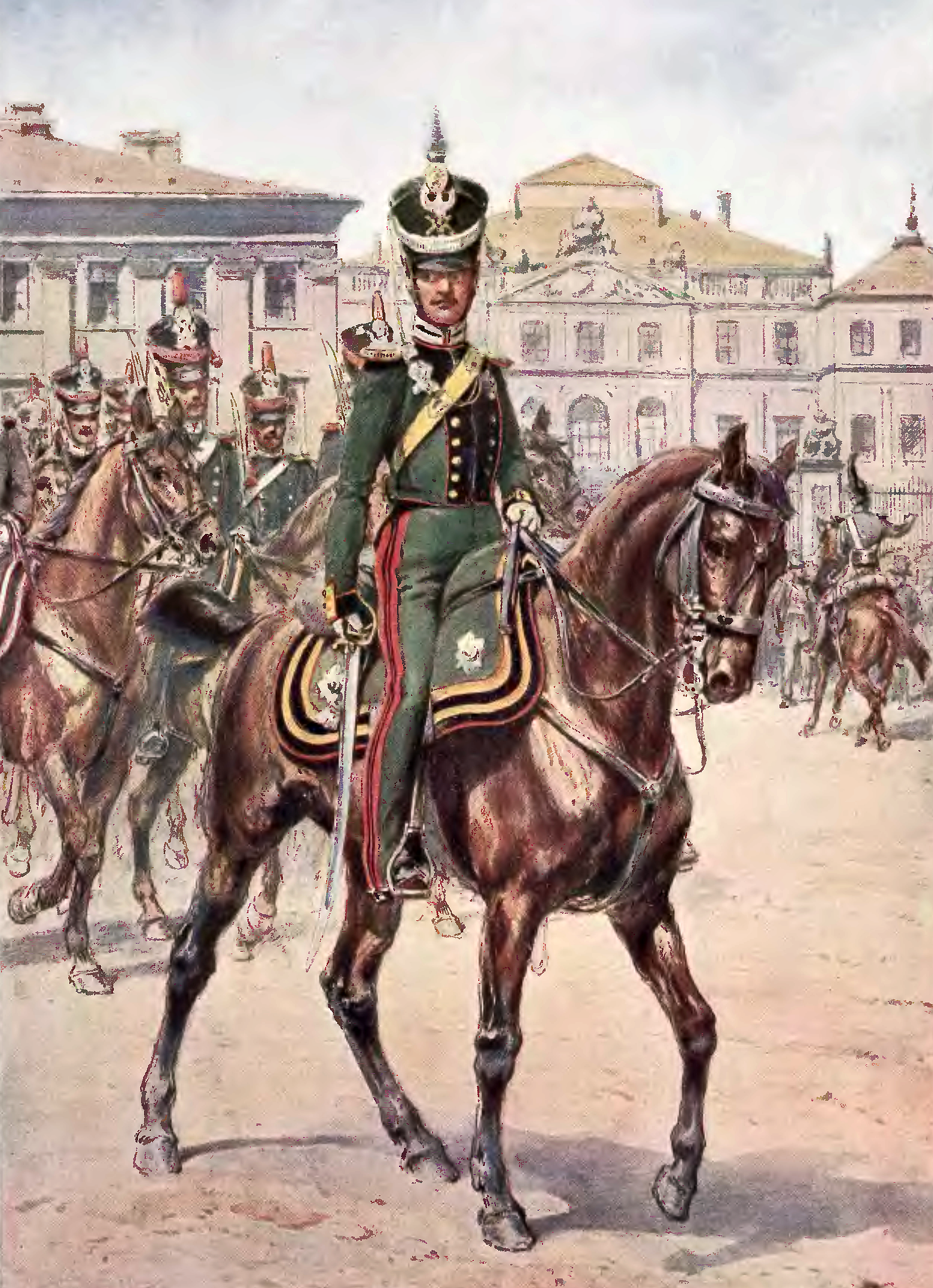
Garde-Artillerie zu Pferd, mit roten Doppelampassen
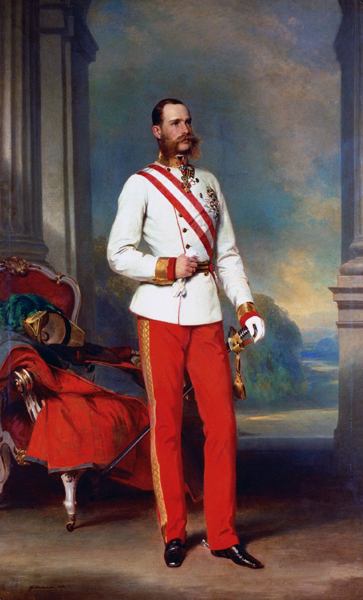
Kaiser Franz Joseph I. mit goldenen Lampassen